# Astrocaryum aculeatissimum
Astrocaryum aculeatissimum  es una especie de planta de la familia de las arecáceas. Es originaria de la vegetación del Cordón litoral del Atlántico, que es un ecosistema de la Mata Atlántica de los bosques de Brasil. Esta planta tiene un valor comercial porque sus fibras  pueden ser utilizadas para la producción de escobas.  Además, también se utiliza como planta medicinal.

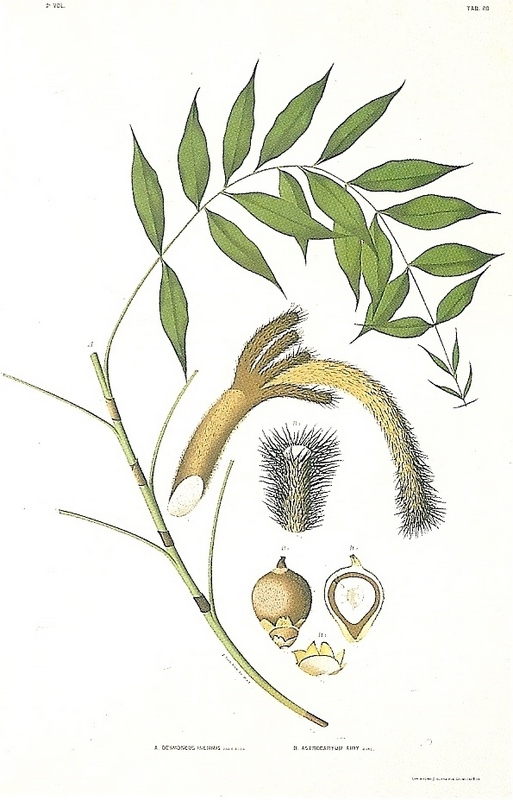
Ilustración

## Descripción
El tronco del árbol está cubierto por anillos de espinas muy agudas, considerado por algunos biólogos que la especie ha evolucionado para su protección contra el extinto  perezoso gigante de tierra Megatherium. 
Es una palmera de tamaño mediano con troncos delgados y espinosos, sus hojas son planas levemente arqueantes y grisáceas en su parte inferior. Sus atractivas frutas son grandes y ligeramente espinosas. Es nativa de los bosques húmedos a lo largo de la costa atlántica del sureste del Brasil. 

## Taxonomía
Astrocaryum aculeatissimum  fue descrita por (Schott) Burret y publicado en Repertorium Specierum Novarum Regni Vegetabilis 35: 152. 1934.
Etimología
Astrocaryum: nombre genérico  que deriva del griego astron = "estrella", y karion = "nuez", en referencia al patrón en forma de estrella de las fibras alrededor de los poros del endocarpio.
aculeatissimum: epíteto latino que significa "muy espinoso".
Sinónimos
- Astrocaryum ayri Mart.
- Toxophoenix aculeatissima Schott[4]